# 4,2-линейный револьвер системы Смита-Вессона
4,2-линейный (10,67-мм) револьвер системы Смита-Вессона; револьвер системы Смита-Вессона III образца (1871 года); револьвер Смита-Вессона, русская модель, также известная под названием Smith & Wesson Model 3 — экспортная модификация американского револьвера системы Смита-Вессона, состоявшая на вооружении Российской императорской армии в XIX веке. После того как в Российской империи и европейских странах было налажено собственное производство револьвера по чертежам европейских и русских инженеров-оружейников, нереализованные американские запасы револьверов оригинального производства поступили на гражданский рынок оружия в США. Револьвер имеет переломную рамку, обеспечивающую извлечение стреляных гильз при наклоне ствола вниз.

## История
В 1871 году в русской армии были введены револьверы Смита-Вессона образца 1869 года, официально именовавшиеся 4,2-линейным револьвером системы Смита-Вессона. Это была весьма совершенная для тех лет модель.

## Тактико-технические характеристики
Основные отличительные особенности: калибр 4,2 линии (10,67 мм), ёмкость барабана 6 патронов, длина ствола 8 дюймов (203 мм), патрон центрального воспламенения (Россия была одной из первых стран, внедривших револьверы с этими патронами), ускоренная перезарядка. Последнее достигалось тем, что револьвер мог «переламываться» пополам. Ствол, барабан и часть рамы на шарнире откидывались вниз, а использованные гильзы при этом автоматически удалялись. Револьвер имел спусковой механизм одинарного действия, исключающий самовзводную стрельбу. Многие рассматривали это как недостаток, но недостаток условный. Практически при таком калибре, силе отдачи, массе оружия (заряженный револьвер весил около 1,5 кг) самовзводная стрельба была бы неточной. Описанная модель обозначалась индексом I.
Усовершенствованные револьверы «русской» модели отличались наличием «пятки» — специального выступа в верхней части заднего торца рукоятки, который не позволял последней смещаться в ладони под действием отдачи, также был доработан механизм экстракции гильз — введён механизм отключения экстрактора, что давало возможность извлечь патроны вручную.

## История поставок
Всего из Америки поступило более 250 тыс. экземпляров всех трёх моделей.
Кроме того, около 90 тыс. револьверов для России изготовила немецкая фирма «Людвиг Лёве и Ко» на оружейном заводе в Берлине. В 1886 году производство револьверов и патронов было налажено на Тульском оружейном заводе, револьверы выпускались до 1897 года.

## Сравнительные характеристики различных образцов
Револьверы Смита-Вессона подразделялись на три образца, принятые соответственно в 1871, 1872 и 1880 году и различались размерами стволов, а также несущественными изменениями в деталях. Так, второй от первого отличался некоторыми изменениями конфигурации рукоятки и курка и появлением на спусковой скобе «шпоры» — упора для среднего пальца, снижавшей опрокидывающий момент отдачи при выстреле, ствол её был укорочен на один дюйм (2,54 см), для удобства ношения оружия, соответственно несколько снизилась начальная скорость пули. Третий образец имел мушку не как отдельную деталь, а изготовленную вместе со стволом из одного куска металла; возвратный механизм с защёлкой вместо винта; застежку ствола, находящуюся под воздействием гнетка, а не непосредственно воздействия на неё пружины, и соединение ствола с корпусом, осуществляемое не винтом со стопорящим винтиком, а стержнем с ввинчивающимся в него винтом, ствол был укорочен ещё на полдюйма (1,27 см).

| Тактико-технические характеристики | Образца 1871 года | Образца 1872 года | Образца 1880 года |
| Калибр, мм                         | 10,67             | 10,67             | 10,67             |
| Длина ствола, мм                   | 203               | 178               | 165               |
| Вес без патронов, г                | 1220              | 1140              | 1100              |
| Ёмкость барабана, п                | 6                 | 6                 | 6                 |
| Прицельная дальность, м            | 25-50             | 25-50             | 25-50             |
| Патрон                             | .44 Russian       | .44 Russian       | .44 Russian       |

## Наши дни
Револьвер производится некоторыми производителями оружия для коллекционеров. Например, итальянская фирма Уберти производит несколько вариантов револьвера, которые имеют некоторые отличия от оригинала. В частности, утолщён ствол для большей надёжности и также удлинён барабан для возможности использования других патронов того же калибра.

## Принципы работы
В револьверах простого действия курок взводится давлением пальца на спицу курка (черт. 1); последний посредством цепочки (1) сцеплен с боевой пружиной (2), закреплённой в рукояти Р.; при взведении курка: в боевой его взвод (3) заскакивает шептало (4) спуска (5), нажимаемое на поверхность курка перкою (6); собачка (7), укрепленная в передней части курка, захватывает концом за зубцы, находящиеся на заднем основании барабана, и поворачивает его на одну камору; зубец барабанной задержки (8) при взведенном курке заскакивает в одно из углублений на боковой поверхности барабана и удерживает его неподвижно. Таким образом, для каждого выстрела необходимо взвести курок за спицу и, нажав на хвост спуска, спустить его.

## Оценка проекта
Несмотря на хорошую убойную силу и удобство перезарядки револьвера военные невзлюбили этот револьвер за его большой вес. Считалось, что пистолет — это оружие, которое будет применяться лишь в редких случаях и поэтому лёгкий револьвер будет практичнее более тяжёлого, даже при ухудшении его убойности. Револьвер Смита-Вессона был заменён на более лёгкий и удобный в обращении револьвер системы Нагана.
В своей статье (из «пояснительной записки к уставу 1908 года») специалист по военному делу А. Попов писал, что

Из боевых опытов известно, что пользоваться револьверами в бою приходится в самых исключительных и редких случаях. Кому приходится стрелять на дальних расстояниях, то конечно он будет стрелять из ружья, а на близких расстояниях нужно иметь в виду скоротечность боя, при котором чины, вооружённые револьверами и шашками, одни предпочитают для личной защиты шашку, а другие ружье с патронами к нему, взятое от убитых.
Существующие ныне в нашей армии револьверы Смита-Вессона по своей тяжести настолько внушительно дают себя чувствовать, что не оправдывают своего боевого назначения, тем более, что по боевым качествам, они во много уступают существующим в наше время другим системам. По этим причинам в нашей армии револьверы сказанной системы не заслужили ни любви, ни доверия к ним. Много имеется в нашей военной литературе жалоб на то, что эти револьверы тяжелы, пригонка их непрактична и что в настоящее время они устарели…

Однако он также отмечал, что раздавались и голоса, выступающие за сохранение револьвера на вооружении армии:

Несмотря, по видимому, на необходимость замены револьверов системы Смита-Вессона другой системой, соответствующей более современным боевым условиям и более облегченной, раздаются голоса в защиту о превосходных во всех отношениях качествах существующих у нас револьверов Смита-Вессона и о том, чтобы револьверы этой системы не заменять, а оставить по прежнему. К несчастию всякое новое или возобновлённое изобретение иногда встречает более порицания, нежели одобрения. Помнится нам, что когда-то существовали авторитетные лица, старавшиеся доказать, что гладкоствольное огнестрельное оружие иметь на вооружении более выгодно, чем нарезное. В № 32 «Русского инвалида» за 1892 год, г. Надарев также приходит к следующему заключению: «И так систему носки револьвера в кобуре на поясном ремне следовало бы сохранить без изменения, револьверный шнур упразднить; револьверы Смита и Вессона оставить по прежнему, потому что, кроме превосходных боевых качеств, собственно как огнестрельного оружия, этот револьвер в рукопашной схватке представляет столь же превосходное холодное оружие по своей массивности и по сокрушительности наносимых им ударов».

На что он, помимо прочего, отвечал:

В рукопашной схватке тяжесть револьвера не должна быть принимаема в расчёт, для этой цели чины, вооружённые револьверами, имеют шашку, тесак, кинжал и прочее, а потому это оружие должно быть исключительно только для огнестрельного действия, а поэтому каждый лишний золотник ведёт к ущербу общего дела.

Несмотря на это он предлагал оставить револьвер на вооружении артиллеристов, которые передвигались на гужевом транспорте. О кавалерии Попов не упоминает (надо полагать, что в рукопашном бою конница должна была орудовать шашками).

В виду изложенного, полагаем, что заменить револьверы системы Смита и Вессона в настоящее время является настоятельной необходимостью, начав таковую замену с пехотных и кавалерийских частей, а существующим 3-м образцам системы Смита и Вессона вооружить нижних чинов полевой пешей артиллерии вместо имеющихся у них на вооружении укороченных драгунских шашек. Вооружение артиллеристов этими устарелыми револьверами полагает необходимым сделать по следующим соображениям:
Тяжеловесный существующий револьвер нижних чинов артиллерии не обременит в виду того, что они при передвижении батареи садятся на передки и сидения лафета, между тем для самозащиты батареи эти револьверы далеко будут лучшим оружием, нежели укороченные шашки; отмена же у них этой укороченной шашки вызывается тем, что это оружие пользы в бою не принесёт, так как артиллеристы не могут им хорошо владеть, а между тем они при носке мешают действию при орудиях и все-таки имеют некоторую тяжесть.

Револьвер Нагана перезаряжается гораздо более архаичным методом через дверцу, открывающую каморы барабана поворотом вбок — наподобие револьверов Кольта времён начала 1870-х годов, что делало его не очень удобным для кавалерии.

## Сравнение с другими револьверами
Основой для разработки револьвера Reichsrevolver M1879 послужила модель Smith & Wesson No 3 российского калибра.
Его простая ударно -спусковая система одинарного действия, а также боеприпасы были приняты в несколько измененном виде. Патроны также были снаряжены черным порохом. Однако удобная {но капризная} система перезарядки не была копирована. Вместо этого погрузка и цилиндр заряжался через боковой зарядный лючок. Для разряжания пустые гильзы по одной выталкивались из патронников с помощью отдельного шомпола (или просто деревянным шпунтом), так как револьвер не имел встроенного выбрасывателя гильз.
Оригинальная модель оказалась слишком длинной и слишком тяжелой. Всего через четыре года после его появления конструкция была уменьшена в размерах и облечена; новая и гораздо более удобная модель стала известна как Модель 1883. Она оставалась на вооружении вооруженных сил до 1908 года, когда ее заменил пистолет Люгера. Переданные на склады револьверы имели хождение в качестве вспомогательного оружия во время Первой и Второй Мировых войн.
Очень схожий по системе заряжания, весу и калибру (однако с УСМ двойного действия) Webley Британской армии применялся до 1928 года, после чего он был заменён на аналогичный по конструкции револьвер Энфилд № 2 .380 калибра. В таком виде он прослужил до 1963 года. Впрочем, полностью в Британской армии Вебли так и не был заменён Энфилдом и оставался в колониальных частях до 1970 года. В некоторых странах он используется полицией и в наши дни.

## Варианты и модификации
- модель I образца 1871 года, аналог американского револьвера образца 1869 года со стволом длиной 8 дюймов;
- модель II образца 1872 года. Ствол укорочен до 7 дюймов, зато на спусковой скобе появилась «шпора», а у верхней задней части рукоятки — «уступ», что позволяло лучше фиксировать оружие в руке;
- модель III образца 1880 года. Ствол укорочен до 6,5 дюйма. Несмотря на более короткий ствол, пуля из этого револьвера с расстояния 20 м пробивала 4 сосновых доски толщиной в 1 дюйм (2,54 см);
- «Смит-Вессон малой русской модели» — 38-го калибра (9,7 мм) — гражданское оружие с укороченным стволом и без предохранительной дужки спускового крючка.

В середине 1880-х Россия заказала небольшую партию новой самовзводной модели револьвера Смит-Вессон № 3 DA с УСМ двойного действия образца 1880 года под наименованием «револьвер Смит-Вессон, офицерского образца, тройного действия».
На основе классических моделей было изготовлено множество револьверов уменьшенных размеров и меньшего калибра, получивших название «малые русские модели». Кроме того, некоторые зарубежные фирмы наладили выпуск револьверов под патрон .44 Смит-Вессон русский. В частности, бельгийцы предложили самовзводную облегчённую модель с укороченным стволом. Она пользовалась большой популярностью у русских офицеров.

## Страны-эксплуатанты
- Российская империя — в 1871 году приняты на вооружение армии, ими вооружали офицеров пехотных частей и военнослужащих кавалерийских частей — улан и гусар;[7] после того, как в 1895 году русская армия перешла на револьвер Нагана, «смит-вессоны» остались на вооружении полиции. В ходе Первой мировой войны «смит-вессоны» с армейских складов вновь использовали для вооружения ополченцев, тыловых и вспомогательных частей армии[3]. До 1917 года состояли на вооружении чинов Лесного ведомства — лесничих и объездчиков, которым не разрешалось иметь ружья во избежание браконьерства.
- РСФСР и  СССР — некоторое количество револьверов, ранее находившихся на вооружении полиции и жандармерии, поступило на вооружение РККА, они использовались в ходе гражданской войны[8][9]
- США — около 3 тыс. револьверов образца 1869 года поступили на вооружение кавалерии США
- Болгария — в 1879 году русская армия бесплатно передала болгарской армии 2000 револьверов и 100 000 патронов к ним, перед началом сербско-болгарской войны в ноябре 1885 года на вооружении болгарской армии имелось 1612 шт. исправных револьверов этого типа[10], по состоянию на 14 октября 1915 года, к моменту вступления Болгарии в первую мировую войну, на вооружении имелось 1112 шт. револьверов «смит-вессон» обр.1874 г. русского образца[11]
- Японская империя — в 1880-е годы 1 тыс. револьверов обр. 1880 года была закуплена в США[12], они использовались в ходе русско-японской войны[3]
- Османская империя — в 1870-х годах турки закупали в США револьверы Smith & Wesson. В 1879-1882 годах они закупили более 5461 револьвер, получивших обозначение модель 1879. Этот револьвер был почти полной копией русской версии 1871 года. Кроме того, его нелицензионные копии изготавливались кустарно в самой Османской империи.

Кроме того, некоторое количество этих револьверов было продано в Мексику и Австралию. Также, некоторое количество револьверов «смит-вессон» имелось на вооружении китайской армии (после революции 1911 года, в 1910-е-1920-е годы они оставались на вооружении различных военизированных вооружённых формирований)

## Дополнительная информация
- в 1873 году револьвер был удостоен золотой медали на Международной выставке в Вене.
- Специально для данных моделей был разработан особый калибр: .44 Смит-Вессон русский (выпускавшиеся в России патроны именовались 4,2-линейный русский). Снаряжался дымным порохом. В патроне .44 Russian была впервые применена пуля с внутренней смазкой[14]. Принятый калибр в 4,2 линии или 0,42 дюйма не означает что был уменьшен калибр — в России калибр измерялся по полям нарезов, а не по диаметру пули которая в Америке считалась 44-го калибра.
- S&W Russian и его американские аналоги были популярны на Диком Западе. Им в разное время вооружались Уайетт Эрп, его брат Вирджил, Пэт Гаррет и другие служители правопорядка, с одной стороны, известные преступники Билли Кид, Джон Хардин, Джесси Джеймс и Боб Форд, с другой (в частности, именно из S&W .44 Форд и застрелил Джесси Джеймса).

## В культуре
- Пистолет упоминается в пьесе А. П. Чехова «Медведь» в сцене дуэли:

А это у вас револьверы системы Смит и Вессон, тройного действия с экстрактором, центрального боя… Прекрасные пистолеты!.. Цена таким минимум 90 рублей за пару.— А. П. Чехов «Медведь», шутка в одном действии
- В компьютерной игре Red Dead Redemption, и в Red Dead Redemption 2 данный револьвер появляется под именем «Револьвер Шофилда» (ошибка локализации, верно: «Скофилда»).
- В компьютерной игре Hunt: Showdown револьвер был добавлен 12 октября 2021 года в версии 1.6.2 под именем «Scottfield Model 3».
- В компьютерной игре "Battlefield 1" револьвер доступен для всех классов игроков, а также элитному классу "окопный налётчик".